# Красуня і Чудовисько (франшиза)
«Красуня і Чудовисько» (англ. Beauty and the Beast) — діснеївська медіафраншиза, що включає серію фільмів та додаткові товари. Успіх оригінального американського анімаційного фільму 1991 року «Красуня і Чудовисько», знятого Гері Труздейлом та Кірком Вайзом, призвів до появи трьох фільмів-продовжень, що транслювались відразу на відео, 10-го найтривалішого мюзиклу в історії Бродвею, який був номінований на дев'ять премій «Тоні», вигравши за найкращий дизайн костюмів. У березні 2017 року «Disney» випустили ремейк фільму із живими акторами.
Бель також увійшла до франшизи «Діснеївські принцеси» компанії «Disney Consumer Products», у той час як Ґастон, Лефу, Вовки та Форте є частиною франшизи «Діснеївські лиходії».